# K.u.k. Husarenregiment „Friedrich Wilhelm III. König von Preußen“ Nr. 10

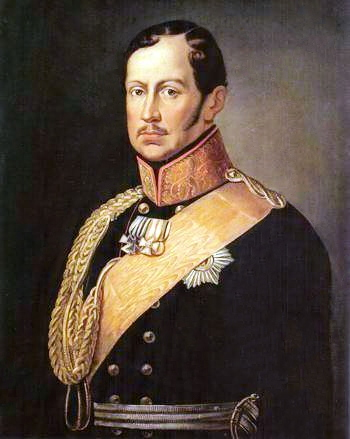
Der immerwährende Oberstinhaber, König Friedrich Wilhelm III.

Das Husarenregiment „Friedrich Wilhelm III. König von Preußen“ Nr. 10 war als Österreichisch-Habsburgischer Kavallerieverband 1741 aufgestellt worden. Die Einheit existierte danach in der k.k. bzw. Gemeinsamen Armee innerhalb der Österreichisch-Ungarischen Landstreitkräfte bis zur Auflösung 1918.

## Geschichte
Bei der Aufstellung einer Kavallerie-Rangliste im Jahre 1769 erhielt der Verband die Bezeichnung Cavallerie-Regiment Nr. 35 zugewiesen. Im Jahr 1888 wurde angeordnet, dass das Regiment den Namen „Friedrich Wilhelm III. König von Preußen“  für alle Zeiten zu führen habe.
Alle Ehrennamen der Regimenter wurden im Jahre 1915 ersatzlos gestrichen. Das Regiment sollte von da an nur noch „Husarenregiment Nr. 10“ heißen. (Dies ließ sich in der Praxis jedoch nicht durchsetzen, einerseits weil sich niemand daran hielt, andererseits weil die sehr sparsame k.u.k. Militärverwaltung angeordnet hatte, zunächst alle noch vorhandenen Formulare und Stempel aufzubrauchen.)

## Status und Verbandszugehörigkeit 1914
IV. Korps – 10. Kavallerie Truppendivision – 4. Kavalleriebrigade
Nationalitäten: 97 % Magyaren – 3 % Sonstige
Uniform: Lichtblaue Attila mit gelben Oliven und lichtblauem Tschakobezug
Garnison: Budapest (Franz Josef-Kavalleriekaserne – X. Bezirk, Kerepesi-út 41) Ersatzkader in Szekesvehervar
Kommandant: Oberstleutnant Koloman Markovits
Regimentssprache: ungarisch

## Errichtung
- Am 8. Dezember 1741 erteilte Kaiser Franz I. dem Obristen Beleznay das Patent zur Aufstellung eines Husaren-Regiments. Zunächst konnten acht Kompanien errichtet werden.
- 1748 konnte eine Kompanie des aufgelösten Husaren-Regiments Trips eingegliedert werden
- 1768 wurde eine weitere Kompanie aus dem aufgelösten Husaren-Regiment Hadik zugewiesen
- 1769 erhielt das Regiment die Kavallerie-Stammlistennummer 35
- 1775 wurde eine Division des aufgelösten Husaren-Regiments Török zugewiesen
- 1798 musste eine Division an das neu aufgestellte Husaren-Regiment Nr. 7 abgegeben werden
- 1849 wegen der Teilnahme an der Revolte in Ungarn wurde das Regiment nach Klattau in Böhmen verlegt und dort neu aufgestellt
- 1860 wurde aus der aufzulösenden 4. Division eine Eskadron formiert und an das Freiwilligen-Husaren-Regiment Nr. 2 abgegeben

### Ergänzungsbezirke
- 1781 Kaschau
- 1809 Kaschau und Presov
- 1853–60 Kaschau, Mukacevo, Erlau
- 1860–67 Ofen, Szolnok, Erlau
- 1867–73 Raab, Stuhlweißenburg
- 1883–89 Kaposvár, Fünfkirchen, Stuhlweißenburg
- 1889  aus dem Bereich des IV. Korps – Budapest

## Friedensgarnisonen

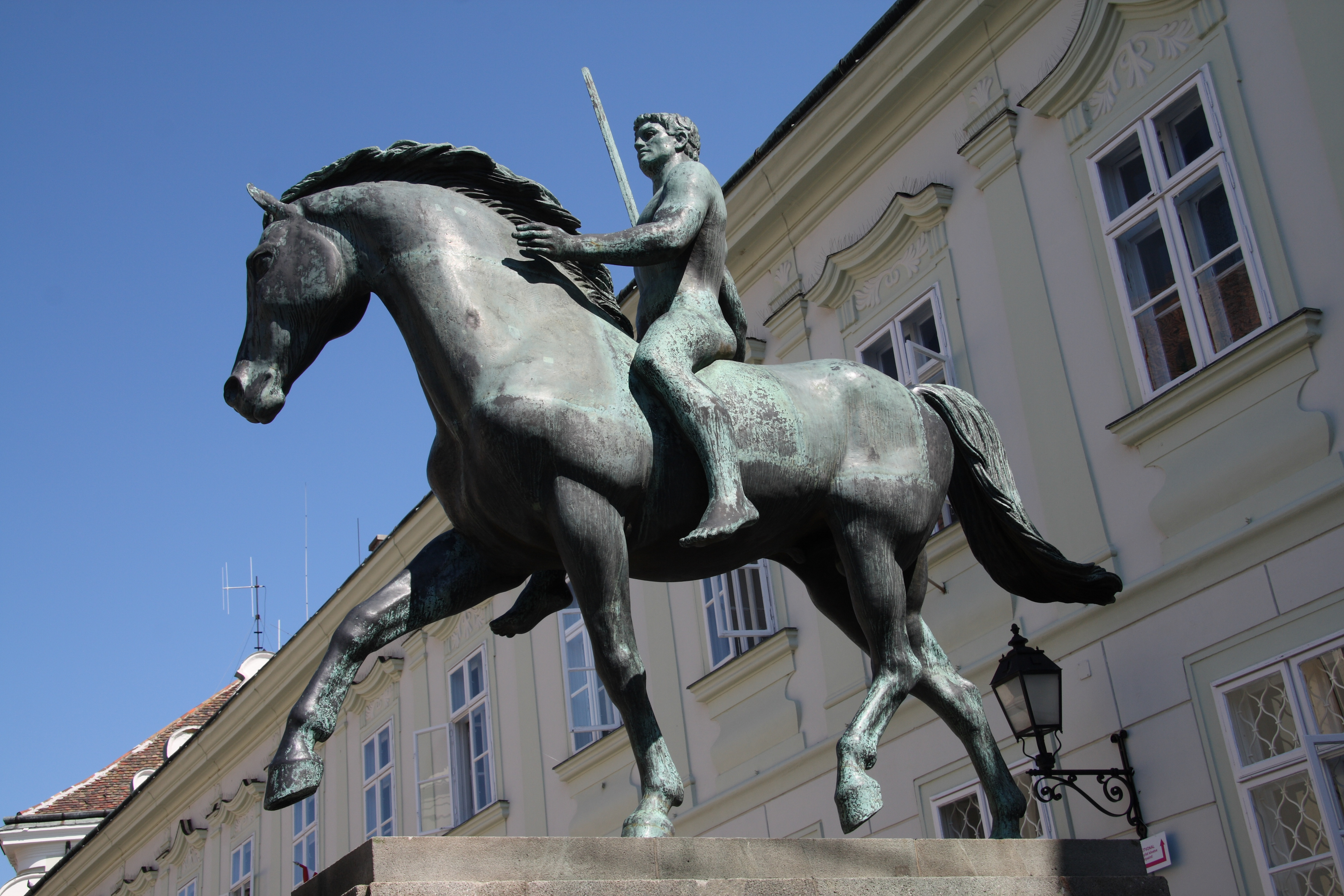
Denkmal für das 10. Husaren-Regiment in Stuhlweißenburg

| I. | II. | III. |
| --- | --- | --- |
| - 1748 Debreczin - 1750 Broos (Siebenbürgen) - 1751 Diószeg - 1753 Mezö-Kövesd - 1754–56 Rosenberg - 1763 Deés - 1773 Horodenka - 1775 Suczawa - 1776–78 Sokol - 1779–87 Tarnopol - 1790–92 Tarnopol - 1798–99 Teschen - 1801 Werschetz - 1803–05 Újpécs - 1806 Saaz - 1807 Ungarisch Brod | - 1808–09 Wien - 1810 Újpécs - 1811 Wesprim - 1813 Újpécs - 1814–15 Mailand - 1815 Enisheim (Elsass) - 1818 Rosenau - 1829 Sárospatak - 1831 Myslenice - 1832 Podgórze (Krakau) - 1833 Tarnów - 1839 Gródek - 1842–48 Tarnopol - 1849 Klattau - 1857 Stockerau | - 1858 Floridsdorf - 1859 Lodi (Lombardei) - 1859 Klagenfurt - 1860 Sacile - 1862 Udine - 1864 Verona - 1865–66 Wien - 1867 Wels - 1868 Neuhäusel - 1871 Moór - 1876 Tolna - 1878 Maria-Theresiopel - 1887 Fünfkirchen - 1892 Stuhlweißenburg - 1894 Nyíregyháza - 1903 Czernowitz - 1908–14 Budapest |

## Regimentsinhaber
- 1741 Obrist Johann von  Beleznay (Husaren-Regiment Beleznay)
- 1754 Feldmarschall-Lieutenant Emerich Freiherr von  Morocz (Husaren-Regiment Morocz)
- 1759 Generalmajor Graf Adam Joseph von Bethlen (Husaren-Regiment Graf Bethlen)
- 1772 unbesetzt (Husaren-Regiment Dées)
- 1773 Feldmarschall-Lieutenant Vincenz Freiherr von  Barcó (Husaren-Regiment Barcò)
- 1797 Feldmarschall-Lieutenant Johann Freiherr von Mészáros (Husaren-Regiment Mészarós)
- 1798 Änderung der Namensgebung in Husaren-Regiment Nr. 10
- 1802 Feldmarschalleutnant Freiherr Joseph Stipsicz zu Ternowa
- 1814–40 Friedrich Wilhelm III., König von Preußen
- 1840 Friedrich Wilhelm IV., König von Preußen
- 1861 Feldmarschalleutnant Freiherr Karl Joseph von Lederer
- 1868–73 unbesetzt
- 1873 Wilhelm I., Deutscher Kaiser und König von Preußen
- 1888 Friedrich III. Deutscher Kaiser und König von Preußen
- 1888 Inhaber-Stelle wurde nicht mehr besetzt
- 7. Juni 1915 Generaloberst (kurz darauf Generalfeldmarschall) August von Mackensen[2] (ehrenhalber durch Franz Joseph I.)

### Zweite Inhaber
- 1814 Freiherr Joseph von Stipsicz, GdK, († 1831)
- 1832 Freiherr Friedrich von Bretschneider, FML, († 1845)
- 1846 Graf Carl von Auersperg, FML, erhielt 1848 das Kürassier-Regiment Nr. 8
- 1848 Freiherr Christian von Appel († 1854), GdK
- 1854 Freiherr Karl Joseph von Lederer (* 1800), FML,  1861 erster Inhaber

## Gefechtskalender
Österreichischer Erbfolgekrieg

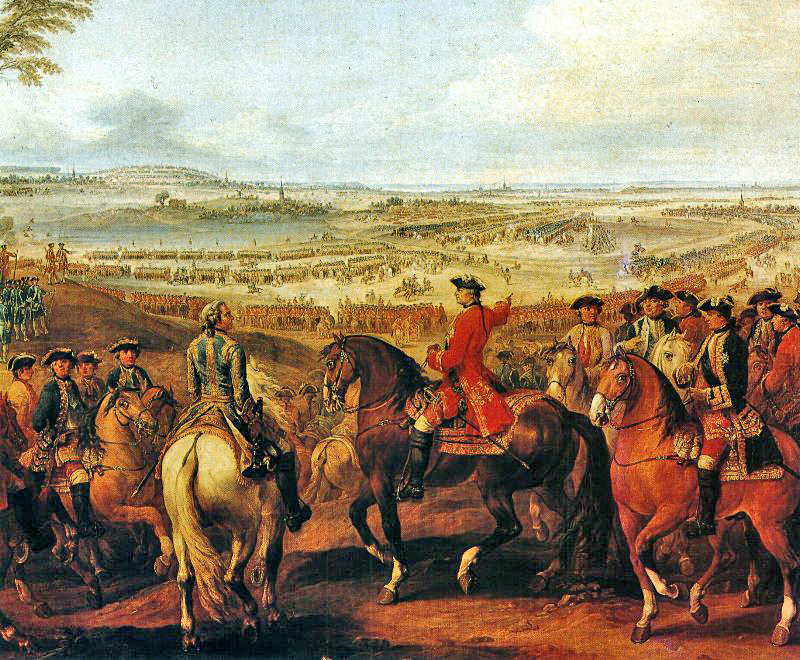
Schlacht bei Lauffeldt

- 1741 Unmittelbar nach der Aufstellung nach Schlesien abgerückt, nahm eine Abteilung am Gefecht bei Olberndorf teil
- 1742 Kämpfe  vor Brünn aus, das Regiment durchbrach den Belagerungsring und konnte in die Stadt gelangen. Winterfeldzug in Mähren und Teilnahme an der Belagerung von Prag
- 1743 Patrouillen- und Sicherungsdienste in Deutschland
- 1744 Patrouillen- und Aufklärungsdienste in den spanischen  Niederlanden, eine Abteilung im Gefecht bei Brügge
- 1745 Zugeteilt der Armee des Feldmarschalls Otto Ferdinand von Abensperg und Traun am Niederrhein. Gefecht bei Nordheim
- 1746 Schlacht bei Roucourt
- 1747 Teilnahme an der Schlacht bei Lauffeldt
- 1748 Teile des Regiments stehen bei der Verteidigung von Maastricht

Siebenjähriger Krieg
- 1756 Patrouillen- und Aufklärungsdienste in Böhmen
- 1757 Patrouillen- und Aufklärungsdienste vor Prag, später in Schlesien, Streifzug gegen Zittau
- 1758 Patrouillen- und Aufklärungsdienste in Mähren, später bei der Belagerung von Neisse eingesetzt.
- 1759 Dem Korps Beck zugeteilt. Gefecht bei Grünberg
- 1760 Dem Korps Loudon zugeteilt. Scharmützel bei Cosdorf, Kämpfe bei Landeshut und Liegnitz
- 1761 Gefecht bei Oppeln
- 1762 Gefecht bei Peilau (am Fischerberge)

Bayerischer Erbfolgekrieg
- 1778 Gefecht Trautenau in Böhmen, eine Division führt ein Gefecht bei Dittersbach
- 1779 Teile des Regiments sind an der Erstürmung von Habelschwerdt, zwei Divisionen beim Angriff auf Ober-Schwedeldorf beteiligt

Russisch-Österreichischer Türkenkrieg (1787–1792)
- 1788 Der Armee des Prinzen Coburg zugeteilt, stand das Regiment bei Chotyn. Kleinere Gefechte bei Poljano, Rukszin und Chotin
- 1789 Eine Division führt ein Gefecht bei Vale-Saka, das ganze Regiment kämpft mit Auszeichnung bei Focșani und Martinestie Turnul

Koalitionskriege
- 1793 Kämpfe in den Spanischen Niederlanden und Nordfrankreich. Gefechte bei Valenciennes-Saultain,  Neuville, Villers-en-Cauchies und Bouvignies. Schlacht von Famars, wo sich Abteilungen des Regiments bei der Erstürmung der Schanzen und Eroberung feindlicher Geschütze auszeichneten
- 1794 Teile des Regiments kämpften bei Landrecies, Rouvroy, Lüttich, Aachen und  Henri-Capelle
- 1795 Detachements führen kleineren Gefechten bei Mainz, Meisenheim und Morbach
- 1796 Kämpfe bei Ukerath, Amberg und Würzburg. Gefechte einzelner Detachements bei Aschaffenburg und Bingen
- 1797 Starke Verluste im Gefecht bei Hochheim am Main
- 1799 Gefechte in Deutschland und der Schweiz bei Ostrach-Stockach, Andelfingen und Brunnen.
- 1800 Schlacht von Engen, dann in Gefechten bei Meßkirch, Biberach, Schwabmünchen, Hohenlinden und Asten.
- 1805 Kämpfe bei Caldiero in Italien
- 1809 Sieben Eskadronen zum Korps Rosenberg abgestellt kämpften bei Landshut Dinzling und Eggmühl. Die 8. Eskadron lag als Verstärkung der Besatzung in Passau. Gefecht des Regiments bei Aderklau, Teilnahme an der Schlacht bei Aspern und in den Kämpfen bei Stadtl-Enzersdorf, Esslingen und der Schlacht bei Wagram. Rückzugsgefechte bei Mistelbach

Befreiungskriege
- 1813 Kämpfe in Innerösterreich bei Krainburg, dann auf dem Vormarsch bei Villanova, Monzambano und Caldiero
- 1814 Vier Eskadronen in der Division Sommariva bei Monzambano und an den Blockaden von Mantua, Legnago und Venedig beteiligt.

Herrschaft der Hundert Tage
- 1815 in Südfrankreich Einnahme von Macon, dann bei der Besatzungsarmee im Elsass.

Revolution von 1848/1849 im Kaisertum Österreich
- 1848 Zwei Divisionen folgten dem Aufruf der ungarischen Sezessionsregierung und marschierten aus Galizien nach Ungarn, wo sie an der Revolte teilnahmen und gegen die kaiserlichen Truppen und deren Verbündete kämpften. Die beiden anderen Divisionen konnten bei der Fahne gehalten werden, litten jedoch stark durch Fahnenflucht.

Sardinischer Krieg
- 1859 Dem Korps Schwarzenberg zugeteilt kämpften Abteilungen bei la Cava, Torre di Beretti und Valenza. In der Schlacht bei Magenta deckte es den Rückzug des Korps und kämpfte später in der Schlacht von Solferino

Deutscher Krieg
- 1866 Fünf Eskadronen standen bei der Nordarmee, einzelne Detachements kämpften bei Rochlitz, Sichrov, Gitschin, der Schlacht bei Königgrätz und bei Mährisch-Budwitz

Erster Weltkrieg
Im Ersten Weltkrieg sahen sich die Husaren den unterschiedlichsten Verwendungen ausgesetzt. Sie kämpften zunächst im Regimentsverband kavalleristisch, wurden aber auch auf allen Kriegsschauplätzen infanteristisch verwendet. Ob das Regiment als Verband oder aufgeteilt als Divisionskavallerie eingesetzt war, ist gegenwärtig nicht bekannt. Der Status als Kavallerie-Regiment bestand bis Kriegsende.
Nach Ende des Krieges kehrte das Regiment geordnet aus Bulgarien zurück und wurde in Budapest demobilisiert.

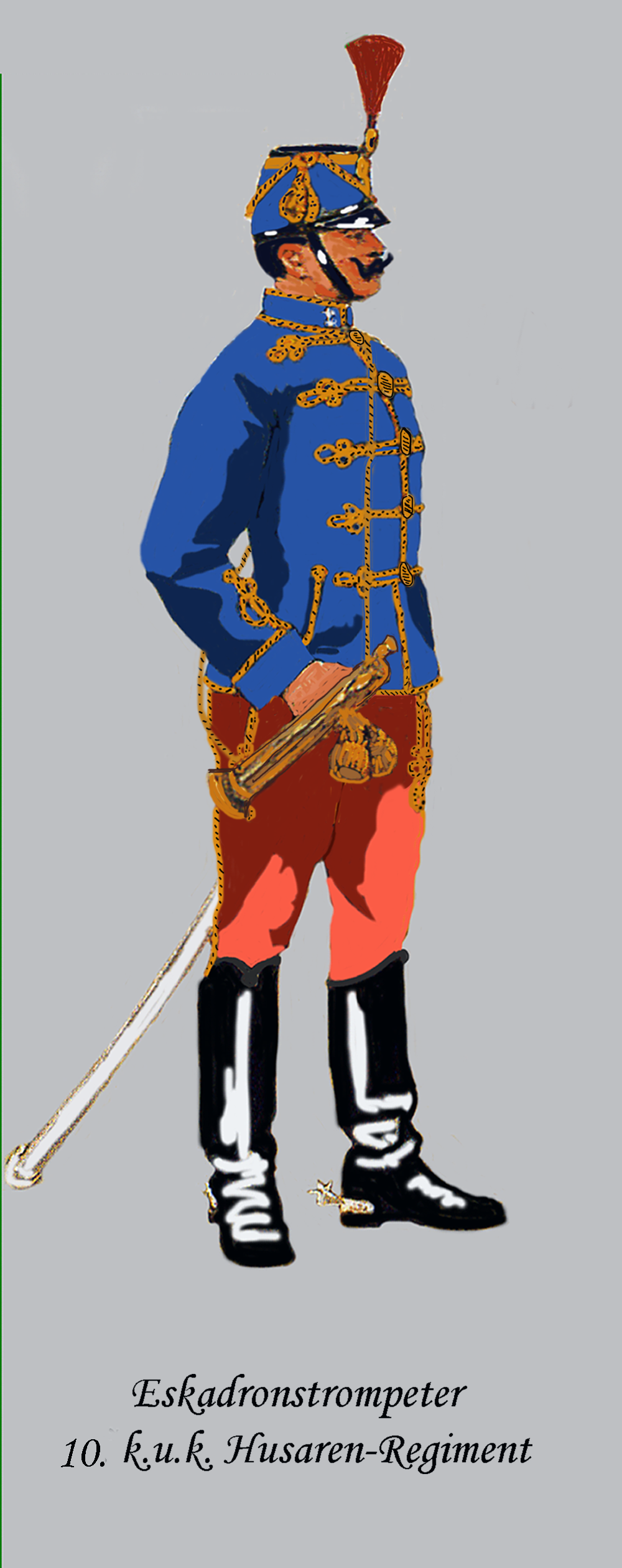
Uniform bis 1916

## Gliederung
Ein Regiment bestand in der Österreichisch-Ungarischen Kavallerie in der Regel ursprünglich aus drei bis vier (in der Ausnahme auch mehr) Divisionen. (Mit Division wurde hier ein Verband in Bataillonsstärke bezeichnet. Die richtige Division wurde Infanterie- oder Kavallerie-Truppendivision genannt.) Jede Division hatte drei Eskadronen, deren jede wiederum aus zwei Kompanien bestand. Die Anzahl der Reiter in den einzelnen Teileinheiten schwankte, lag jedoch normalerweise bei etwa 80 Reitern je Kompanie.
Die einzelnen Divisionen wurden nach ihren formalen Führern benannt:
- die 1. Division war die Oberst-Division
- die 2. Division war die Oberstlieutenant (Oberstleutnant)-Division
- die 3. Division war die Majors-Division
- die 4. Division war die 2. Majors-Division
- die 5. Division (soweit vorhanden) war die 3. Majors-Division

Im Zuge der Heeresreform wurden die Kavallerie-Regimenter ab 1860 auf zwei Divisionen reduziert.
Bis zum Jahr 1798 wurden die Regimenter nach ihren jeweiligen Inhabern (die nicht auch die Kommandanten sein mussten) genannt. Eine verbindliche Regelung der Schreibweise existierte nicht (z. B. Regiment Graf Serbelloni – oder Regiment Serbelloni). Mit jedem Inhaberwechsel änderte das betroffene Regiment seinen Namen. Nach 1798 galt vorrangig die nummerierte Bezeichnung, die unter Umständen mit dem Namen des Inhabers verbunden werden konnte.
Bedingt durch diese ständige Umbenennung sind die Regimentsgeschichten der österreichisch-ungarischen Kavallerie nur sehr schwer zu verfolgen. Hinzu kommt die ständige und dem Anschein nach willkürliche, zum Teil mehrfache Umklassifizierung der Verbände (zum Beispiel: K.u.k. Böhmisches Dragoner-Regiment „Fürst zu Windisch-Graetz“ Nr. 14).
- siehe: k.u.k. Husaren